# Кандирано воће
Кандирано воће постоји од 14. века. Кандирано воће је производ добијен импрегнирањем (натапањем) воћа шећерним сирупом, тако да се задржи облик и изглед плода. 

## Поступак производње
Цело воће, мањи комадићи воћа или комади кора, стављају се у загрејани шећерни сируп који апсорбује влагу из плода и конзервише га. У зависности од величине и врсте плода, овај поступак конзервисања може трајати од неколико дана до неколико месеци. Овај поступак омогућава воћу да задржи свој квалитет до годину дана.
Континуални процес натапања воћа сирупом доводи до засићења воћа шећером, спречавајући раст штетних микроорганизама услед неповољног осмотског притиска који ствара.
Коришћење шећера у процесу осмозе није нов поступак. Још су стари Кинези и други оријентални народи производили ушећерено воће. Данас је овај начин конзервисања воћа најразвијенији у Турској, Грчкој и Италији, док је код нас индустријска производња кандираног воћа занемарљива. 

### Припрема воћа
Свеже воће се пробере, опере, класира, одвоје се петељке, издвоји коштица и бланшира. Плодови јагоде се не бланширају. Док се свеже воће у сирупу кува (1—2 минута), воће конзервисано топлотом се непосредно ставља у сируп. Много чешће од свежег воћа користи се хемијски конзервисана воћна пулпа - добијена потапањем воћа у 1,5% раствор сумпорасте киселине, за трешњу и вишњу користи се 0,35% раствор SО2, за брескву и кајсију 3,5% NaCl са 1,8% NaHSO3. Јагодасто воће третира се калцијум бисулфитом. Овим третирањем постиже се очвршћавање ткива и чува боја плодова. Пре употребе пулпа се кува да би се одстранио SO2, а плодови омекшали и постали еластични.

### Припрема шећерног раствора
Шећерни раствор се припрема од сахарозе и глукозног сирупа, који спречава исушивање и кристализацију сахарозе, уз додатак лимунске или јабучне киселине пред крај кувања ради постизања рН вредности 3,5.

### Поступци кандирања
Постоје спори и брзи поступци; спори поступци се базирају на традиционалним поступцима, при којима се повећање садржаја суве материје постиже постепено, процес траје дуже, добија се квалитетан производ, али је производња скупа. Поступак кувања воћа у сирупу се понавља, уз постепено повећање концентрације шећера у сирупу, највише за по 5%, све док се не постигне садржај суве материје од око 70%. 
Брзи поступци постижу се загревањем шећерног сирупа и одржавањем постигнуте температуре (око 55 °C), уз континуално повећање концентрације од 20 до 70%.
Након обављеног кандирања, сируп се оцеђује. Ако је воће ољуштено и сечено, дифузија се одвија брже, тако да процес траје два до четири дана.

### Сушење, глазирање и паковање
Плодови се суше на температури 60 - 65 °C, до садржаја суве материје од 80 - 85%. Могу се глазирати шећерном или пектинском масом. Складиште се на обичним условима, у амбалажи која спречава исушивање и рекристализацију сахарозе.

## Услови квалитета
Кандирано воће мора да испуњава следеће услове:
- да има укус и мирис својствен воћу, без страних мириса, укуса и примеса,
- да садржи најмање 75% суве материје,
- да не садржи више од 0,01% SO2.[4]

## Врсте кандираног воћа
Воће које се обично кандира укључује датуле, трешње, ананас, као и корен ђумбира.  Најчешће кандиране коре су коре поморанџе и лимуна.
Поред тога, кандира се шљива, бресква, крушка, ананас, јабуке, кајсије.
Рецепти се разликују од регије до регије, али општи принцип је да се воће скува, утапа у све јаче растворе шећера неколико недеља, а затим се осуши преостала вода.

## Примене
Кандирано воће обично се користи у воћним колачима, тортама или палачинкама, или као слаткиш и енергетска допуна.